# Когэлничану, Михаил
Михаи́л Когэлнича́ну (рум. Mihail Kogălniceanu; 6 сентября 1817, Яссы, Молдавское княжество — 20 июня (1 июля) 1891, Париж) — румынский государственный и политический деятель, премьер-министр и министр иностранных дел Румынии, историк, писатель, публицист, идеолог и руководитель буржуазно-демократической революции 1848 года.

## Биография

### Ранние годы
Родившись 6 сентября 1817 года в Яссах, он принадлежал к семье молдавских бояр Когэлничану, был сыном Ворника Илие Когэлничану и правнуком Константина Когэлничану (известен тем, что подписал своим именем документ 1749 года, изданный князем Константином Маврокордатосом, через который крепостное право был упразднен в Молдавии). Мать Михаила, Катинка, урожденная Ставилла (или Ставилла), была, по словам самого Когэлничану, «из румынской семьи в Бессарабии». Автор с гордостью отмечает, что «моя семья никогда не искала своего происхождения в чужих странах или у народов».Тем не менее, в речи, которую он произнес незадолго до своей смерти, Когэлничану отметил, что Катинка Ставилья была потомком «генуэзской семьи, веками поселившейся в генуэзской колонии Четатеа Альбэ (Акерман), откуда она затем рассеялась по Бессарабии».
В 1837 году вышла брошюра Когэлничану на французском языке «Очерк о цыганах», явившаяся первым протестом в румынской литературе против рабства цыган. Организовал в 1840 году журнал «Литературная Дакия» («Dacia literară»), где в программной статье заявлял, что переводы не делают литературу, и призывал развивать собственное творчество, которое основывалось бы на историческом материале, современной жизни и народных обычаях. В 1843—1844 читал лекции по истории в молдавской Михайловской академии. После подавления Молдавской революции 1848 года в течение года жил в эмиграции в Черновцах. Написал работу «Пожелания национальной партии Молдовы», в которой предлагал программу буржуазно-демократических преобразований и требовал объединения Молдавского княжества и Валахии в единое Румынское государство. Этот документ выдвигал широкую программу буржуазно-демократических реформ: равенство гражданских и политических прав, личная свобода, наделение крестьян землёй за выкуп и другое. Издавал совместно с Василе Александри в Яссах газету «Стяуа Дунэрий» (Звезда Дуная), пропагандировавшую идею объединения Дунайских княжеств.

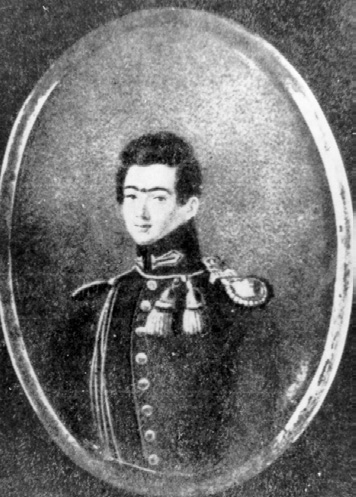
Когэлничану в молодости

В 1860—61 годах возглавлял правительство Молдавского княжества. Придерживался либеральных идей. После образования Румынии при Александре Куза занимал ряд высоких должностей в новом государстве. В 1863—1865 гг. — глава правительства, а в 1876, 1877—1878 министр иностранных дел Румынии. Осуществил ряд буржуазных реформ:
- секуляризация монастырских земель (25 декабря 1863 года), занимавших до четверти сельскохозяйственной площади Румынии;
- принял уголовный и гражданский кодексы;
- закон о школьном образовании;
- реорганизация административной системы по французской модели;
- аграрная реформа 1864 года (приведшая к его отставке в 1865 году).

Период его премьерства совпал с очередным всплеском болгарского четнического движения. После перебазирования чет Хаджи-Димитра и Стефана Караджи из Румынии в Болгарию, румынское правительство было обвинено Высокой портой и великими державами в нарушении нейтралитета и помощи болгарским повстанцам. В связи с этим Когэлничану произнёс в румынском парламенте успокоительную речь, подчеркнув, что Румыния по-прежнему лояльна Турции.
Но позднее, на посту министра иностранных дел, Когэлничану в апреле 1877 года, накануне Русско-турецкой войны 1877—78, подписал конвенцию о проходе русских войск через Румынию, и 9 (21) мая 1877 года провозгласил в палате депутатов независимость Румынии. С 1869 года Когэлничану — член румынского Академического общества, в 1887—90 президент Румынской академии.
В 1886 году Когэлничану тяжело заболел. Он умер в 1891 году в Париже во время операции. Похоронен на кладбище Этернитатя в Яссах.
Михаилу Когэлничану принадлежат труды по истории, публикации архивных материалов («Летописи Молдавского государства», т. 1—3, 1845—52 и др.), ряд новелл, очерков нравов («Потерянные иллюзии», 1841; «Физиология провинциала в Яссах», 1844, и др.) и пьес («Две женщины против одного мужчины», 1840, и др.), неоконченный социальный роман «Тайны сердца» (1850). Когэлничану издавал журналы «Литературная Дакия» (1840) и «Пропэширя» («Propăşirea», 1844). Совместно с Константином Негруцци в 1841 году опубликовал первую кулинарную книгу на румынском языке «200 опробованных рецептов блюд, пирогов и других хозяйственных дел».

## Семья
Был женат на Екатерине Жора. В семье родилось 8 детей, из них 2 сыновей были активны в политике (один из них основал Крестьянскую партию), и одна из дочерей также вышла замуж за известного политика.

## Наследие
- Именем Михаила Когэлничану после распада СССР названа одна из улиц Кишинёва (быв. Пирогова) и лицей. Его бюст установлен на Аллее Классиков. В Кишинёве открыт Музей румынской литературы им. М. Когэлничану.
- В начале 1990-е годах был основан румынско-немецкий лицей имени Михаила Когэлничану.

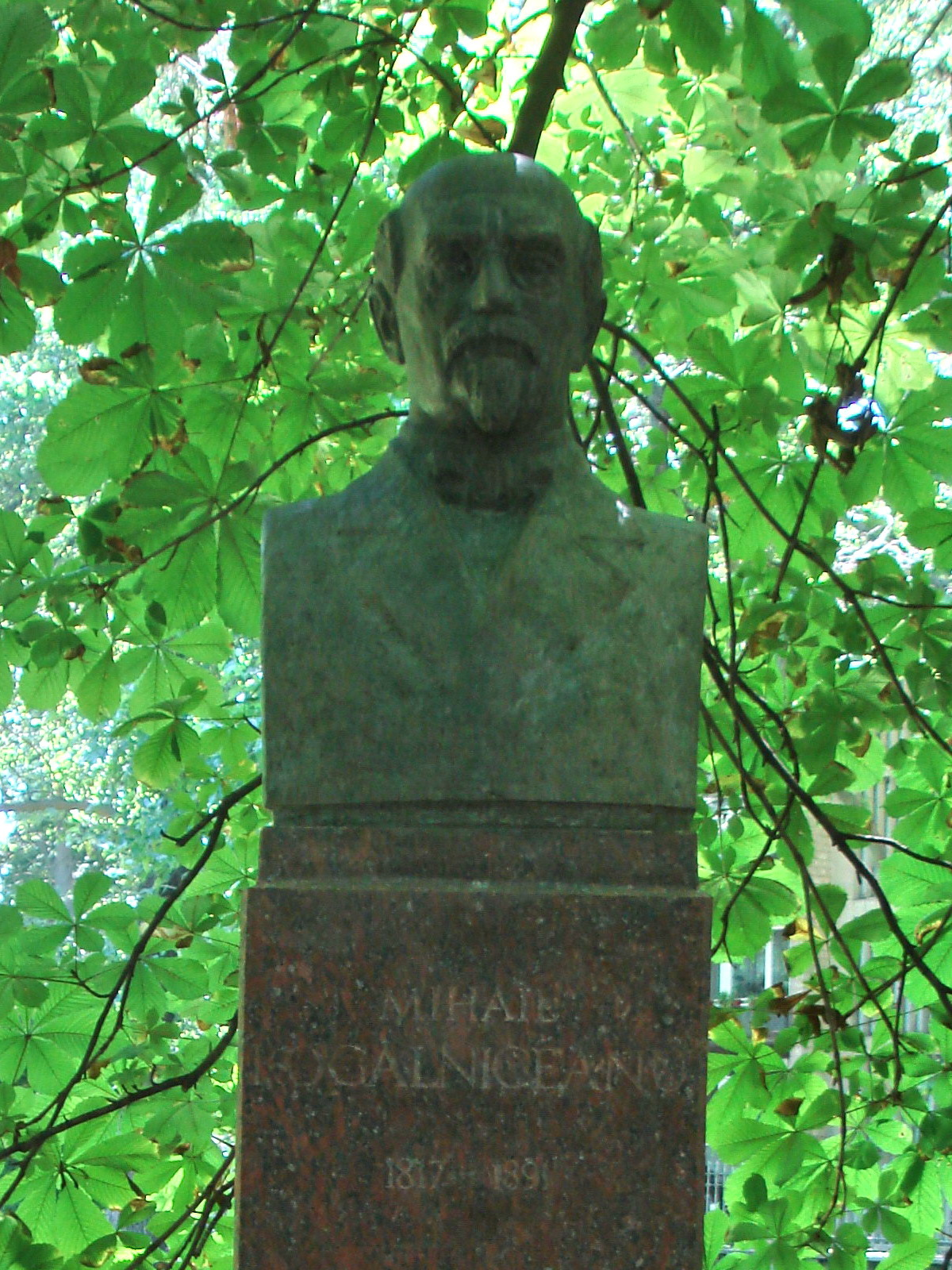
Бюст в Аллее Классиков
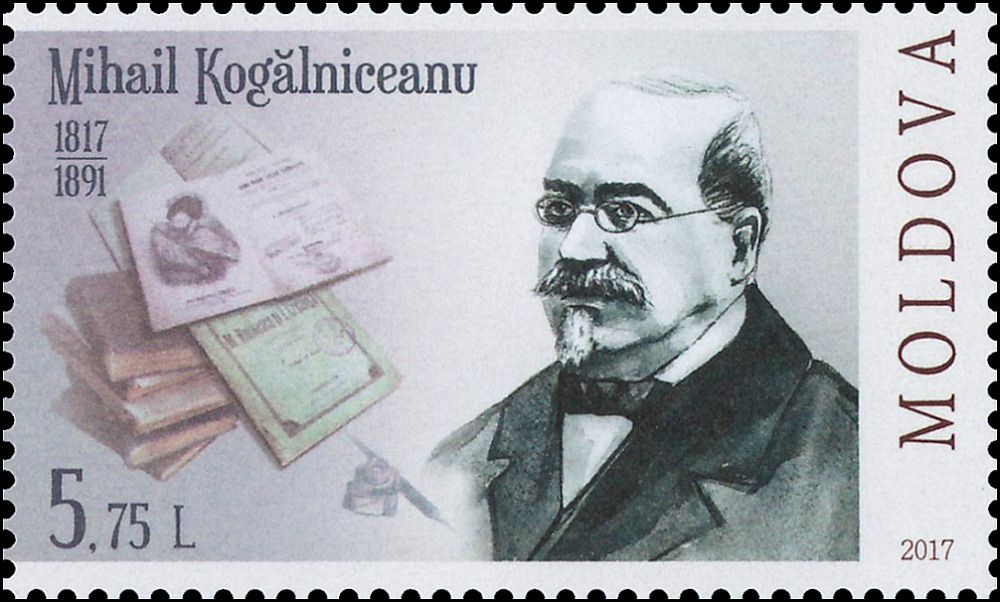
Почтовая марка Молдовы, 2017 год

## Сочинения
- Опере Алесе, Кишинёв, 1966.
- Documente diplomatice, Buc., 1972.
- Texte social-politice alese, Buc., 1967.
- Scrieri literare, istorice, politice, Buc., 1967.